# Dīmītrīs Iōannou
Dīmītrīs Iōannou (in greco Δημήτρης Ιωάννου?; Limisso, 8 dicembre 1968) è un ex calciatore cipriota, di ruolo difensore.

## Biografia
È il padre di Nikolas Iōannou, anche lui successivamente calciatore della nazionale cipriota.

## Carriera

### Club
Ha giocato nella massima serie cipriota con varie squadre.

### Nazionale
Ha esordito con la nazionale cipriota nel 1991, giocando 50 partite fino al 2000.